# Guacanagari
Guacanagari, jedan od pet kasika na Hispanioli u trenutku Kolumbovog otkrića 1492. godine. Bio je poglavica plemena Marien, koje je zauzimalo sjeverozapad otoka. Prvi put se susreo s Europljanima u nedjelju 16. prosinca 1492. Pomogao je Kolumbu u sakupljanju stvari s nasukanog broda Santa Marije u koji je prodrla voda te u podizanju prve europske kolonije u Novom svijetu, naselja La Navidad. Naselje se nalazilo u današnjoj uvali Caracol na Haitiju. Par mjeseci kasnije domoroci susjednog kasika Caonaboa uništili su naselje i pobili koloniste. Guacanagari je sam ranjen dok je pokušao braniti domoroce. Oduvijek je ostao na strani Španjolaca navukavši na sebe tako mržnju svih ostalih kasika. Godine 1495. bježi u planine gdje je umro.
Europljani su uglavnom pitali gdje ima zlata. Čovječnost ovog poglavice vidi se u njegovoj pomoći prilikom brodoloma Santa Marie. Kolumbo navodi kako svi domoroci hode potpuno goli bez ikakva stida, pa i njihov kasik.